# Villa Braunswerth

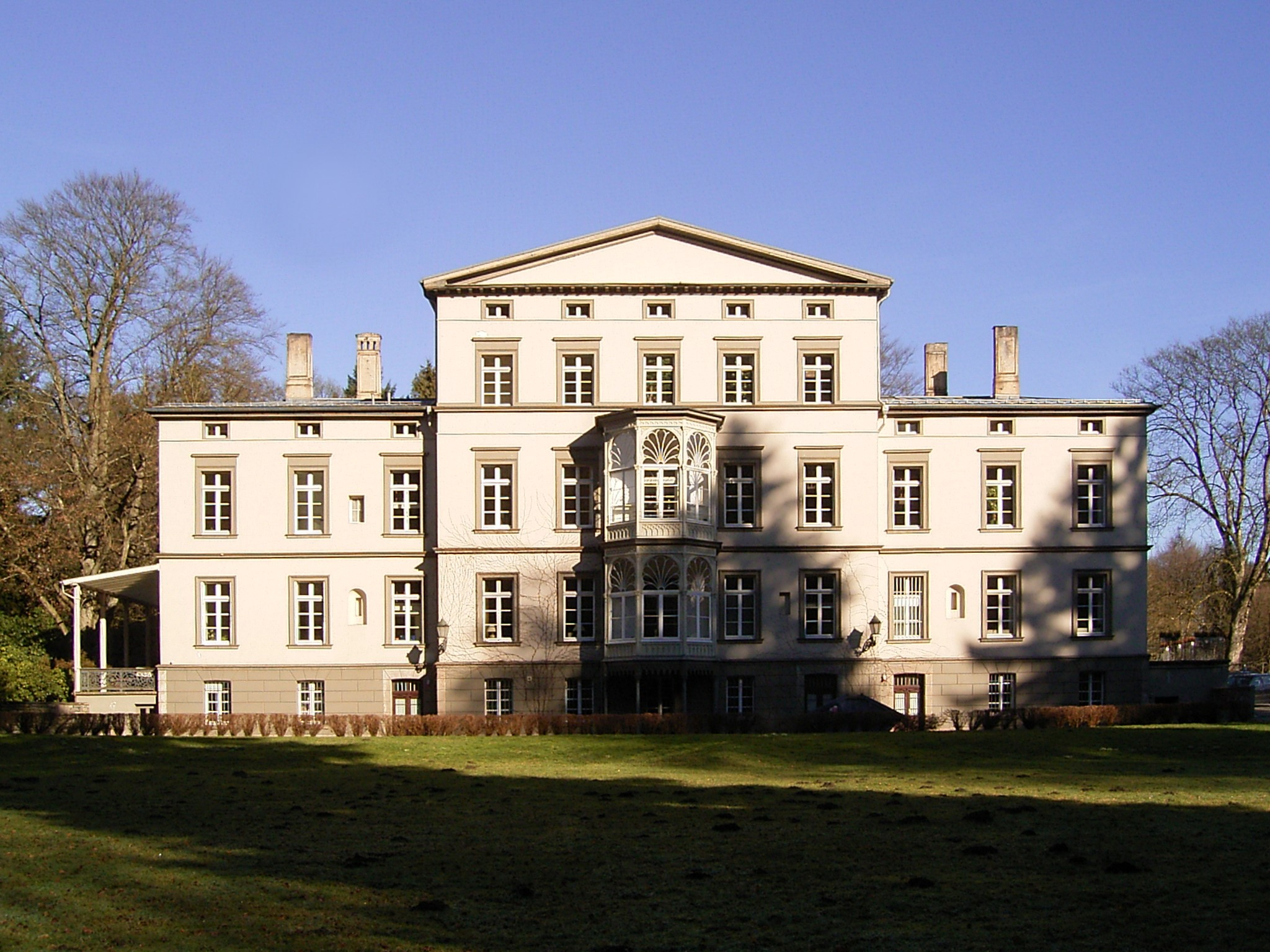
Villa Braunswerth, Engelskirchen

Die Villa Braunswerth (auch Villa Engels) ist ein Industriellenwohnsitz in Engelskirchen im Bergischen Land im Rheinland und Teil des Ensembles Ermen & Engels, zu dem neben der Baumwollspinnerei und Nebengebäuden auch Arbeiterwohnhäuser und eine Kirche gehören.

## Baugeschichte
Die Villa Braunswerth wurde 1855 nach Plänen des Barmer Architekten Christian Heyden im klassizistischen Stil fertiggestellt. Die Villa besteht aus einem Mittelbau und zwei Seitenflügeln, die als Wohnungen für den Barmer Fabrikanten Friedrich Engels sen. (1796–1860) und seine Söhne Emil und Hermann dienten. Anlass war wohl die gleichzeitige grundlegende technische Modernisierung der seit gut einem Jahrzehnt bestehenden, wasserkraftgetriebenen Baumwollspinnerei an der Agger.

## Parkanlage
Der Park an der Agger wurde gleichzeitig mit der Villa von dem Düsseldorfer Gartenarchitekten Joseph Clemens Weyhe angelegt. Aus der königlich preußischen Baumschule in Meerbusch bei Düsseldorf stammen Blutbuchen und Linden.

## Nutzungsgeschichte
Bis 1979 wurde die Villa von Mitgliedern der Familie Engels bewohnt. Heute ist sie Sitz des Bergischen Abfallwirtschaftsverbandes (BAV) und beherbergt zeitweise auch Kunstausstellungen.